# Kelley Nunatak
Kelley Nunatak är en nunatak i Antarktis. Den ligger i Västantarktis. Inget land gör anspråk på området. Toppen på Kelley Nunatak är 999 meter över havet.
Terrängen runt Kelley Nunatak är huvudsakligen lite kuperad. Trakten är obefolkad. Det finns inga samhällen i närheten.